# Gerhard Engel
Gerhard Engel (13 de abril de 1906 - 9 de dezembro de 1976) foi um oficial alemão que serviu no Deutsches Heer durante a Segunda Guerra Mundial. Foi condecorado com a Cruz de Cavaleiro da Cruz de Ferro com Folhas de Carvalho.

## Condecorações
| Nome                                                             | Data                    |
| ---------------------------------------------------------------- | ----------------------- |
| Medalha Anschluss                                                | 21 de novembro de 1938  |
| Cruz de Ferro (1939) 2ª Classe                                   | 26 de fevereiro de 1944 |
| Cruz de Ferro (1939) 1ª Classe                                   | 23 de maio de 1944      |
| Distintivo de Feridos em Preto                                   |                         |
| Distintivo de Feridos em Prata                                   |                         |
| Distintivo de Feridos em Ouro                                    |                         |
| Distintivo da infantaria de assalto em Prata                     |                         |
| Cruz de Mérito de Guerra com Espadas 2ª Classe                   |                         |
| Cruz de Mérito de Guerra com Espadas 1ª Classe                   |                         |
| Ordem de St. Sava 3ª Classe                                      | 28 de julho de 1939     |
| Ordem da Coroa da Itália                                         | 14 de julho de 1938     |
| Ordem dos Santos Maurício e Lázaro                               | 14 de julho de 1938     |
| Ordem da Coroa da Romênia                                        | 7 de junho de 1940      |
| Ordem da Cruz da Liberdade 2ª Classe com Espadas                 |                         |
| Cruz Germânica em Prata                                          | 16 de outubro de 1943   |
| Cruz de Cavaleiro da Cruz de Ferro                               | 4 de julho de 1944      |
| Cruz de Cavaleiro da Cruz de Ferro com Folhas de Carvalho nº 679 | 11 de dezembro de 1944  |
| Mencionado na Wehrmachtbericht                                   | 26 de novembro de 1944  |